# Relaciones España-Guinea Ecuatorial
Las relaciones España-Guinea Ecuatorial son las relaciones internacionales entre la República de Guinea Ecuatorial y el Reino de España. Ambos países son miembros de la ASALE, la COMJIB, la OEI, la ONU, la OISS y la SEGIB. También comparten su pertenencia al sistema de Cumbres Iberoamericanas.

## Relaciones históricas

### Época colonial

Evolución de las posesiones y reclamaciones españolas en el Golfo de Guinea (1778-1968).

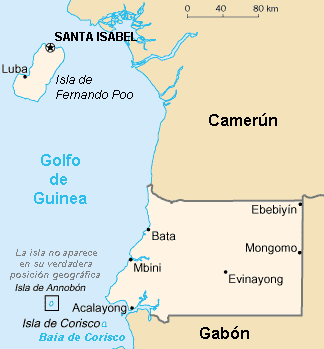
Fronteras de la Guinea española desde el Tratado de París de 1900.

Las relaciones entre ambos países vienen marcadas por la pertenencia de Guinea Ecuatorial al Imperio Español entre 1778 y 1968. El territorio continental y las islas que actualmente conforman Guinea Ecuatorial permanecieron en manos portuguesas hasta marzo de 1778, tras el tratado de San Ildefonso (1777) y El Pardo (1778), por los que se cedían a España las islas, junto con derechos de trata esclavista y libre comercio en un sector de la costa del golfo de Guinea, entre los ríos Níger y Ogooué, a cambio de la disputada Colonia del Sacramento, en Uruguay. A partir de ese momento, el territorio español de la Guinea fue parte del Virreinato del Río de la Plata (fundado en 1776), hasta el desmembramiento definitivo de este con la Revolución de Mayo (1810) ya que la última preocupación de la Primera Junta de Gobierno en Buenos Aires era asumir la responsabilidad política por el territorio de la Guinea Ecuatorial, dado el cúmulo de problemas con que se enfrentaba y la falta de una relación concreta entre Buenos Aires y aquella región.

### Guinea Española

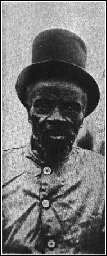
El rey Malabo de Bioko en 1930.

Tanto el territorio insular como el continental fueron unidos en 1926 como la colonia de Guinea Española. Para esta época terminan de disolverse las estructuras previas tradicionales de los reinos tribales, consolidándose la administración de corte europeo importada por los españoles, bajo el reinado nominal en Bioko del rey Malabo, entre 1904-1937, año este último en el que el rey fue encarcelado por las autoridades españolas.
Sin embargo, España carecía de la riqueza y el interés necesarios para desarrollar una infraestructura económica importante durante la primera mitad del siglo XX. No obstante, España desarrolló grandes plantaciones de cacao en la isla de Bioko con miles de peones importados de la vecina Nigeria, que terminarían formando el grupo étnico-social de los fernandinos.
En los años treinta Guinea Ecuatorial permaneció fiel a la Segunda República Española hasta septiembre de 1936 cuando, iniciada ya la guerra civil española, se unió al Alzamiento contra la República. En 1942, se desarrolló en territorio ecuatoguineano la llamada Operación Postmaster.

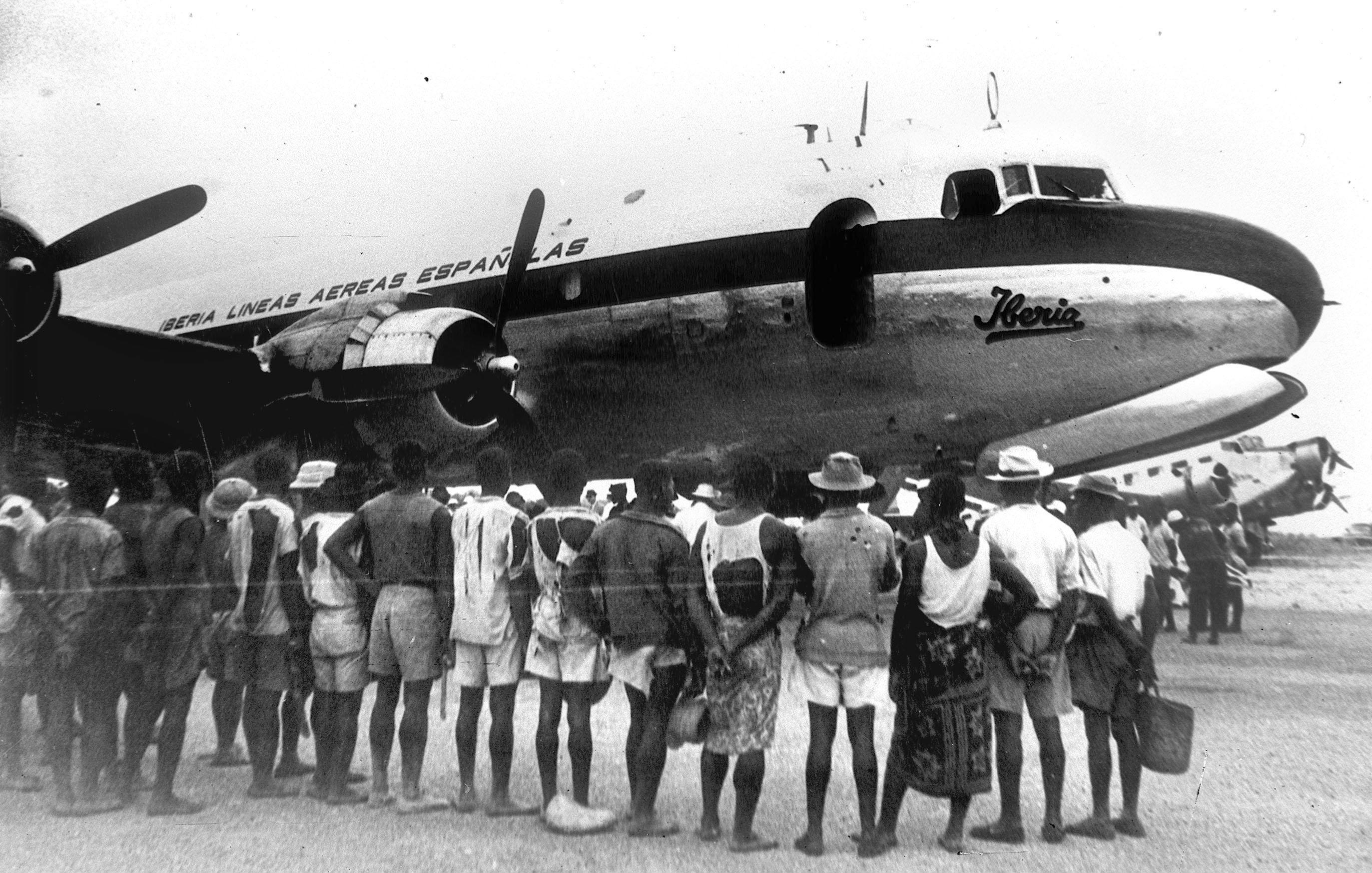
Vuelo inaugural con Iberia de Madrid a Bata, año 1941.

Hasta 1956, las islas de Bioko, Annobón y Corisco junto con la parte continental (Río Muni), formaron parte del Territorio de Guinea Española. El 21 de agosto de 1956 dichos territorios fueron organizados en una provincia con el nombre de Provincia del Golfo de Guinea.
Durante este periodo empiezan a surgir tímidamente los primeros movimientos independentistas en el país, como el liderado por Acacio Mañé Ela.
En 1959 los territorios españoles del golfo de Guinea adquirieron el estatus de provincias españolas ultramarinas, similar al de las provincias metropolitanas. Por la ley de 30 de julio de 1959, adoptaron oficialmente la denominación de Región Ecuatorial Española y se organizó en dos provincias: Fernando Poo y Río Muni.
El 15 de diciembre de 1963, el Gobierno español sometió a referéndum entre la población de estas dos provincias un proyecto de Bases sobre Autonomía, que fue aprobado por abrumadora mayoría. En consecuencia, estos territorios fueron dotados de autonomía, adoptando oficialmente el nombre de Guinea Ecuatorial, con órganos comunes a todo el territorio (Asamblea General, Consejo de Gobierno y Comisario General) y organismos propios de cada provincia. Aunque el comisionado general nombrado por el gobierno español tenía amplios poderes, la Asamblea General de Guinea Ecuatorial tenía considerable iniciativa para formular leyes y regulaciones.

### Independencia y actualidad

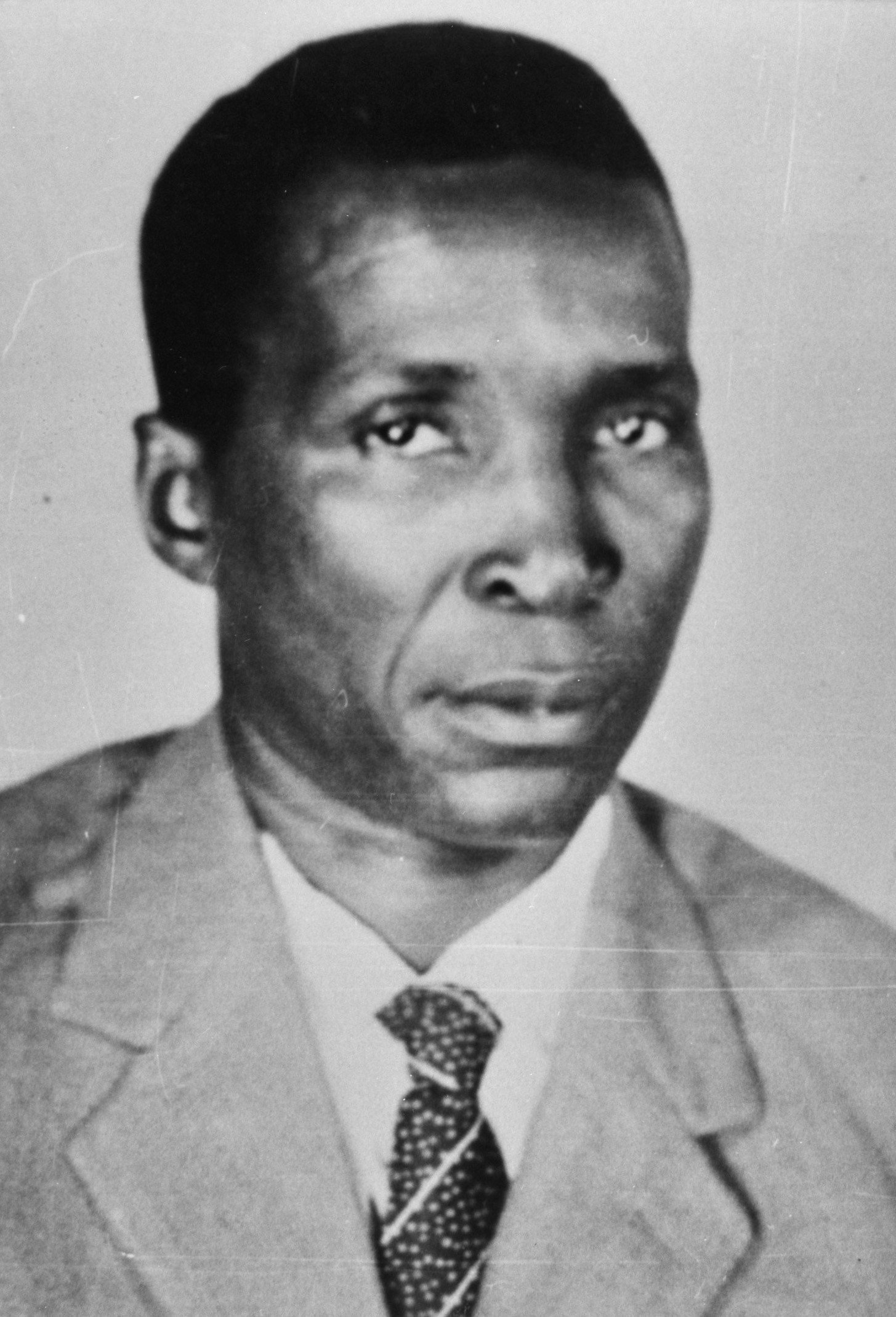
Francisco Macías Nguema, primer presidente de Guinea Ecuatorial, estuvo en el cargo entre 1968 y 1979, cuando fue derrocado en un golpe de estado dirigido por su sobrino Teodoro Obiang. Obiang sigue siendo el actual presidente de Guinea Ecuatorial.

En marzo de 1968, bajo la presión de los nacionalistas ecuatoguineanos y de las Naciones Unidas, España anunció que concedería la independencia. Se formó una Convención Constituyente que produjo una ley electoral y un borrador de constitución. Terminada la segunda fase de la Conferencia Constitucional (17 de abril - 22 de junio de 1968) se llevó a cabo la consulta. El referéndum sobre la constitución se produjo el 11 de agosto de 1968, bajo la supervisión de un equipo de observadores de las Naciones Unidas. Un 63% del electorado votó a favor de la nueva constitución, que preveía un gobierno con una Asamblea General y un Tribunal Supremo con jueces nombrados por el presidente.

#### Crisis de 1969
En enero de 1969, el líder de la oposición a Macías, Bonifacio Ondó Edu, que estaba sometido a arresto domiciliario, fue asesinado. Aumentó la inestabilidad en el país.
En marzo de 1969, Macías anunció que había dominado un intento de golpe de Estado encabezado por el opositor Atanasio Ndongo (las versiones varían: aunque algunos autores aseguran que nunca había existido, otros afirman que el intento se produjo). El presidente ecuatoguineano aprovechó este pretexto para acabar con toda la oposición e instaurar una siniestra dictadura. Los seguidores de Atanasio Ndongo fueron arrestados o asesinados. El fallido golpe o falso golpe generó una ola de indignación popular antiespañola (estimulada por el gobierno), por lo que la comunidad española se sintió amenazada. Toda esta situación se tradujo en una crisis diplomática entre España y Guinea Ecuatorial.
El 28 de marzo de 1969 se reembarcaron las tropas españolas estacionadas en Río Muni. Ocurrirá lo mismo el 5 de abril abandonando la isla de Fernando Poo. La presencia española en Guinea Ecuatorial había terminado.

## Relaciones diplomáticas

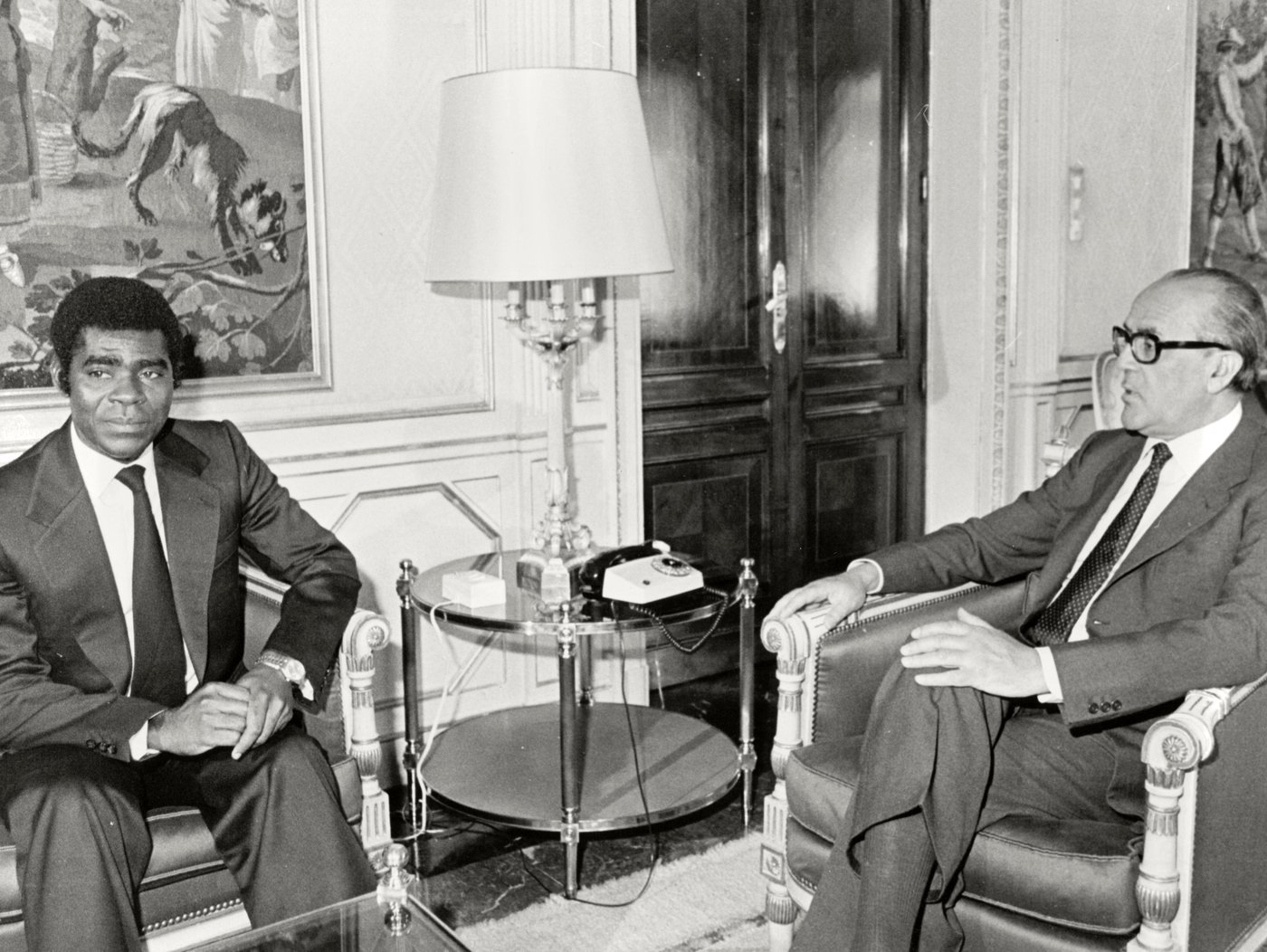
Reunión en La Moncloa entre Teodoro Obiang y Leopoldo Calvo-Sotelo (mayo de 1982).

España mantiene relaciones diplomáticas con Guinea Ecuatorial desde su independencia en 1968, aunque fueron brevemente interrumpidas en el último período del Gobierno de Macías Nguema. En 1971 se firmó el Convenio Consular entre España y la República de Guinea Ecuatorial. A partir de 1979, España realizó un esfuerzo considerable en la cooperación al desarrollo, en lo que constituyeron las primicias de la posterior política de cooperación. En 1980 se firmó el Tratado de Amistad y Cooperación, en cuyo marco se han
celebrado ya doce comisiones mixtas que cubren todo el espectro de las relaciones bilaterales entre los dos países, prestando especial atención a la cooperación al desarrollo.
Los vínculos históricos, culturales y humanos entre ambos países marcan sus relaciones. Entre otros ámbitos de colaboración, España y Guinea Ecuatorial promueven activa y conjuntamente la utilización del idioma español en la Unión Africana.

## Relaciones comerciales
Las relaciones comerciales de Guinea Ecuatorial y España han experimentado un fuerte crecimiento en los últimos años. El gran desarrollo económico del
país, impulsado por el sector de hidrocarburos, junto a los fuertes vínculos históricos y culturales entre Guinea Ecuatorial y España y la existencia de una estructura logística consolidada, son factores determinantes del impulso comercial entre ambos países.
Guinea Ecuatorial es, a pesar de su escasa población, el primer país del África Central destino de exportaciones provenientes de España (18,4%), cuarto del África Subsahariana y octavo de África, según datos de 2012. A nivel mundial es el 65.º país cliente de España.

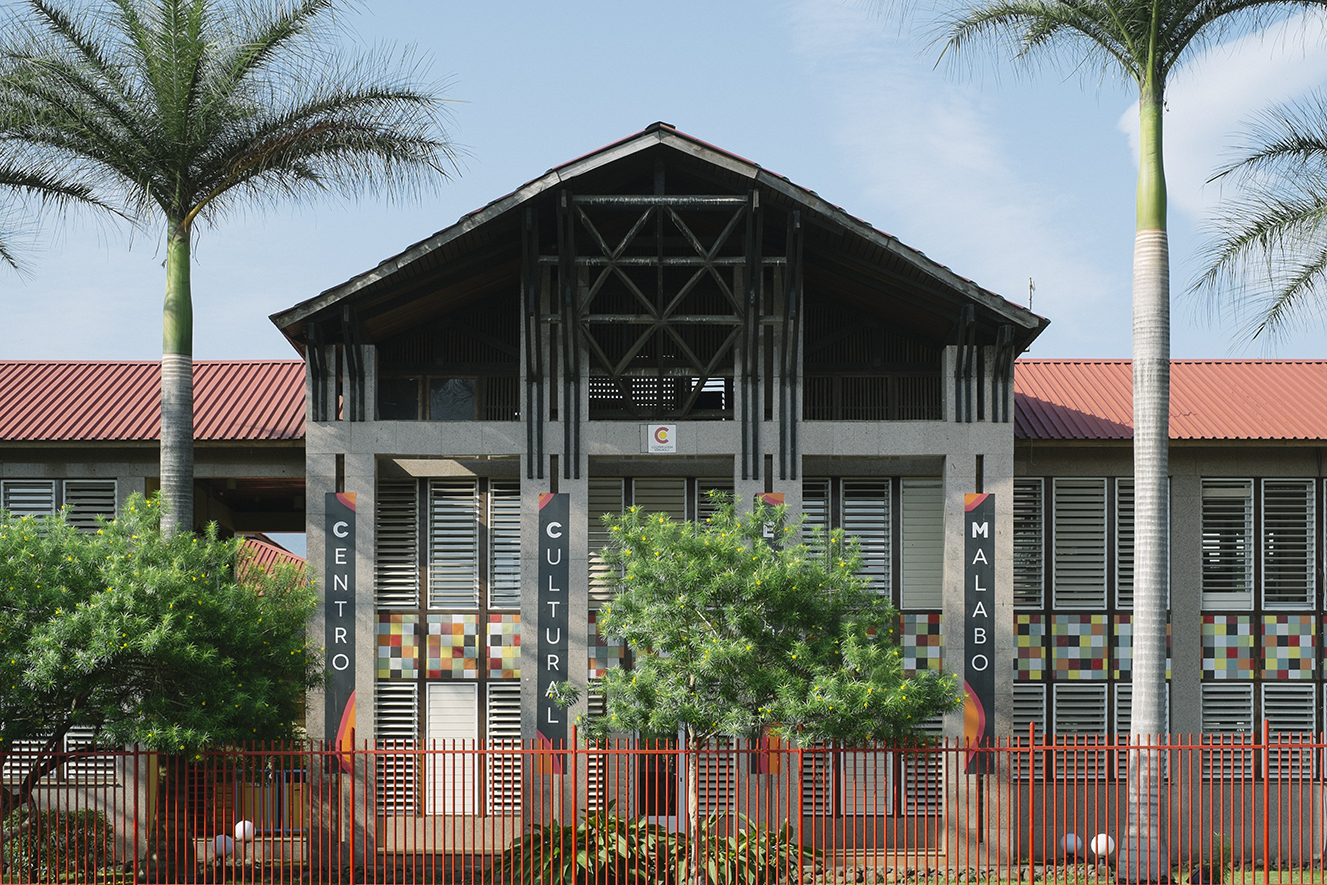
Centro Cultural de España en Malabo, creado en el 2003 como prolongación del proyecto binacional Centro Cultural Hispano-Guineano (1982-2002).

## Cooperación
La cooperación al desarrollo entre España y Guinea Ecuatorial se inscribe en el marco del Tratado de Amistad y Cooperación entre España y Guinea Ecuatorial de 1980, a la luz del cual se han firmado, hasta la fecha, once comisiones mixtas –la última cubre el periodo de 2009 a 2012 y ha supuesto 50 millones a las arcas públicas españolas -. A finales de 2014 se acordó el texto de la XII Comisión Mixta.

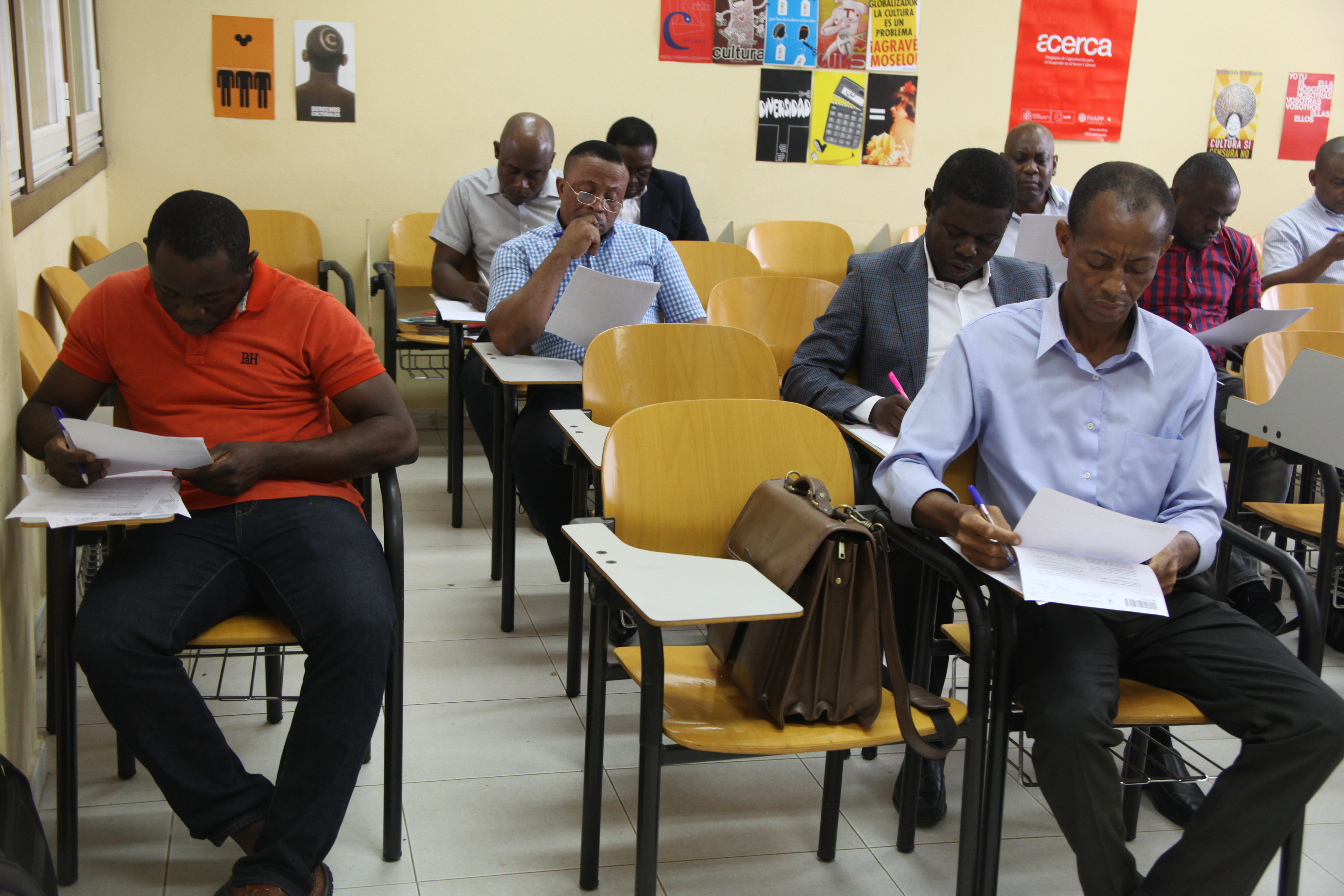
Exámenes en el centro insular de la UNED.

Como parte de estos acuerdos, la Cooperación Española cuenta con sendos centros culturales en Malabo y Bata, al igual que la Universidad Nacional de Educación a Distancia mantiene un centro para el ámbito insular y otro para el continental. Así como el Instituto de Salud Carlos III implementa proyectos en el ámbito de las “Grandes endemias y enfermedades desatendidas”.
Al ser un país de habla española, el Instituto Cervantes no puede crear una sede en el país, por lo que ha contado con sendas aulas en los Centros Culturales de España en Bata y Malabo, y actualmente éstos son centros examinadores de los Diplomas de Español DELE del Instituto por encomienda de gestión. En julio de 2022, Luis García Montero anunció la "próxima apertura de un observatorio del Español en África con sede en Malabo", en la apertura de la 15.ª Tribuna del Hispanismo, dedicada las hispanismo ecuatoguineano  que organizó el Instituto Cervantes en el Centro Cultural de España en Malabo.

### Cooperación no gubernamental
Existen varias ONGs españolas que ejecutan en la actualidad proyectos de especial impacto en Guinea Ecuatorial, siendo las principales la Federación Española de Religiosos de la Enseñanza – Titulares de Centros Católicos (FERE-CECA), la Fundación de Religiosos para la Salud (FRS) y la Fundación para el Desarrollo de la Enfermería (FUDEN).

## Misiones diplomáticas residentes
- España tiene una embajada en Malabo[12] y un consulado en Bata.[13]
- Guinea Ecuatorial tiene una embajada en Madrid.[14]